# 曽小川久貴
曽小川 久貴（そおかわ ひさたか、1947年（昭和22年）10月21日 - ）は、日本の建設官僚。国土交通省下水道部長、日本下水道事業団理事長、日本下水道協会理事長を歴任。宮崎県出身。

## 略歴
- 1971年（昭和46年）3月：東京工業大学（のちの東京科学大学）工学部土木工学科卒業[2]
- 1971年（昭和46年）4月：建設省入省、中村工事事務所調査第1課配属[2]
- 1973年（昭和48年）：茨城県下水道課出向[2]
- 1993年（平成5年）7月：日本下水道事業団計画部上席調査役
- 1994年（平成6年）4月：建設省都市局下水道部下水道企画課下水道事業調整官
- 1997年（平成9年）4月：中国地方建設局河川部長
- 1999年（平成11年）4月：建設省都市局下水道部公共下水道課長
- 2000年（平成12年）6月：建設省都市局下水道部長
- 2001年（平成13年）1月：国土交通省都市・地域整備局下水道部長
- 2003年（平成15年）10月：財団法人下水道新技術推進機構専務理事
- 2005年（平成17年）7月：日本下水道事業団理事（事業統括担当）
- 2008年（平成20年）7月：日本下水道事業団副理事長
- 2009年（平成21年）7月：日本下水道事業団理事長[3]
- 2012年（平成24年）：公益社団法人日本下水道協会理事長[4]
- 2017年（平成29年）6月：公益社団法人日本下水道協顧問[5]
- 2017年（平成29年）11月：瑞宝中綬章を受章[6]。
- 2019年（令和元年）6月：ベルテクスコーポレーション監査役[5]